# Jean Moulin
Jean Moulin (20. června 1899, Béziers, Languedoc-Roussillon – 8. července 1943 nedaleko Met) byl francouzský odbojář.
Řídil Národní radu Odboje (Conseil National de la Résistance) a je považován za jednoho z hlavních francouzských odbojářů druhé světové války. Setkal se v Londýně s Ch. de Gaullem a byl jím pověřen vedením odboje. Byl zatčen při schůzce odbojářů a vyslýchán mj. K. Barbiem. Zemřel na následky mučení cestou do Německa. Je pohřben v pařížském Pantheonu po boku dalších osobností Francouzské republiky. Projev na pohřbu pronesl André Malraux.

## Fotogalerie

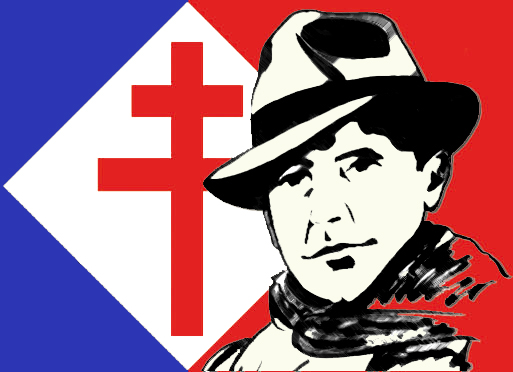
Kresba, motiv v pozadí symbolizuje francouzský odboj.
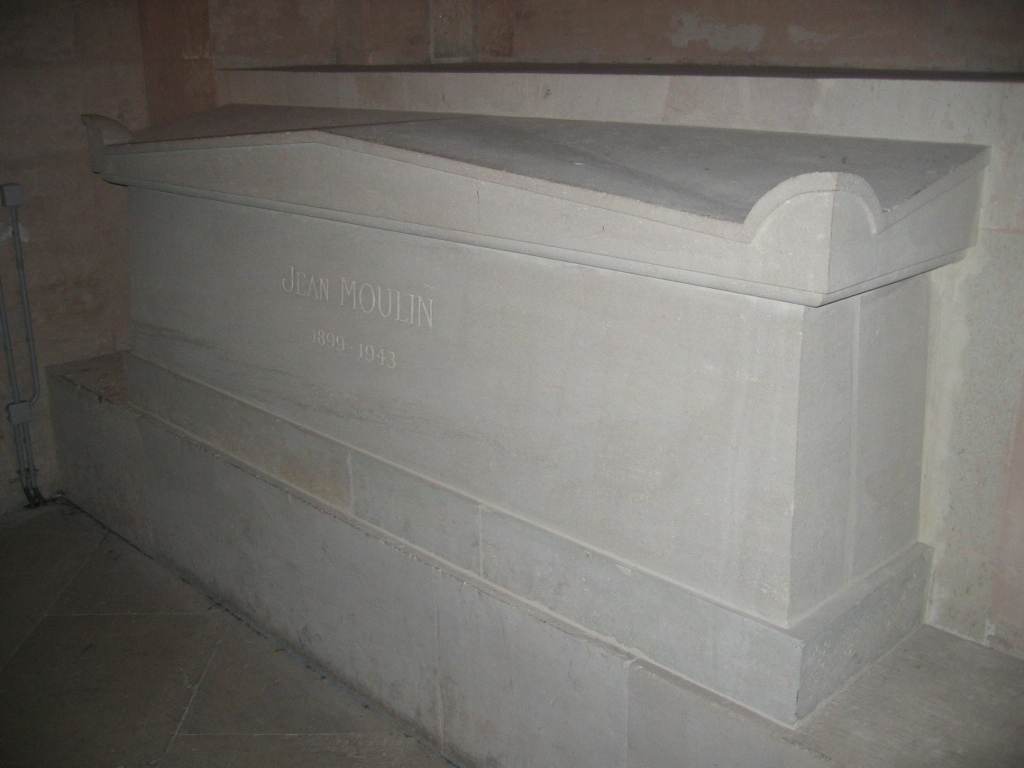
Sarkofág v Pantheonu